# Thiago Rangel Cionek

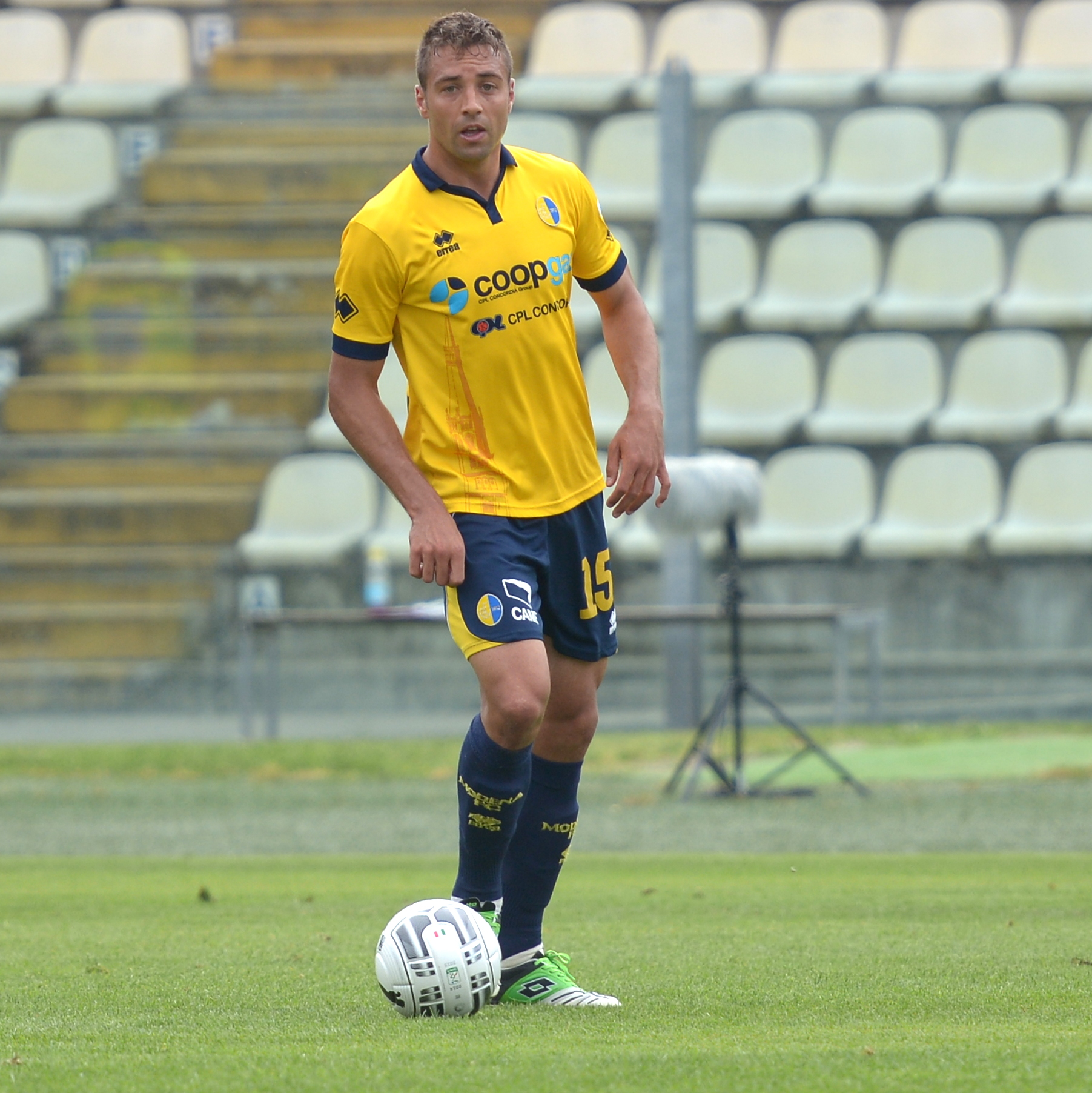
Thiago Rangel Cionek (2015)

Thiago Rangel Cionek (výslovnost v polštině [tjago čonek], výslovnost v portugalštině [čiagu čonek])(* 21. dubna 1986, Curitiba, Brazílie) je brazilsko-polský fotbalový obránce a reprezentant Polska, od roku 2016 hráč italského klubu US Città di Palermo.

## Klubová kariéra
- Vila Hauer EC (mládež)
- Cuiabá EC 2005–2006
- GD Bragança 2006–2007
- Clube de Regatas Brasil 2007–2008
- Jagiellonia Białystok 2008–2012
- Calcio Padova 2012–2013
- Modena FC 2013–2015
- US Città di Palermo 2016–

## Reprezentační kariéra
V polském národním A-mužstvu debutoval 13. 5. 2014 v přátelském zápase v Hamburku proti domácímu týmu Německa (remíza 0:0).

Trenér Adam Nawałka jej zařadil do závěrečné 23členné nominace na EURO 2016 ve Francii.